# Particions de sistema i d'arrencada

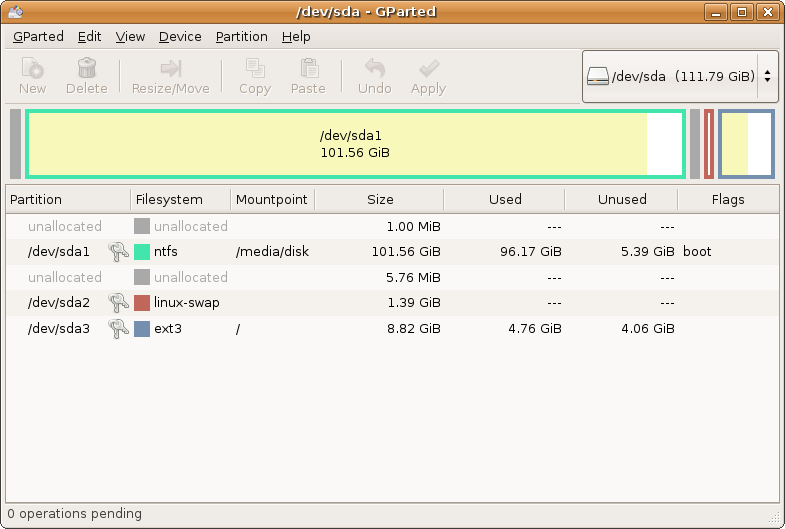
GParted: programari per a gestionar particions.

La partició del sistema i la partició d'arrencada (també coneguda com a volum del sistema i volum d'arrencada ) són termes de càlcul per a les particions de disc d'una unitat de disc dur o d'una unitat d'estat sòlid que han d'existir i estar configurades correctament perquè un ordinador funcioni. Hi ha dues definicions diferents per a aquests termes: la definició comuna i la definició de Microsoft.

## Definició comuna
En el context de tots els sistemes operatius, excepte els desenvolupats per Microsoft, la partició del sistema i la partició d'arrencada es defineixen de la següent manera:
- La partició d'arrencada és una partició primària que conté el carregador d'arrencada, una peça de programari responsable d'arrencar el sistema operatiu. Per exemple, a la disposició estàndard de directoris de Linux (Filesystem Hierarchy Standard), els fitxers d'arrencada (com ara el nucli, initrd i el carregador d'arrencada GRUB) es munten a /boot/ . Malgrat la definició radicalment diferent de Microsoft (vegeu més avall), System Information, una aplicació d'utilitat inclosa a la família de sistemes operatius Windows NT, s'hi refereix com a "dispositiu d'arrencada".
- La partició del sistema és la partició del disc que conté la carpeta del sistema operatiu, coneguda com a arrel del sistema . Per defecte, a Linux, els fitxers del sistema operatiu es munten a / (el directori arrel).

A Linux, una única partició pot ser alhora una partició d'arrencada i una partició del sistema si tant /boot/ com el directori arrel es troben a la mateixa partició.

## Definició de Microsoft
Des de Windows NT 3.1 (la primera versió de Windows NT), Microsoft ha definit els termes de la següent manera:
- La partició del sistema (o volum del sistema) és una partició primària que conté el carregador d'arrencada, una peça de programari responsable d'arrencar el sistema operatiu. Aquesta partició conté el sector d'arrencada i està marcada com a activa.
- La partició d'arrencada (o volum d'arrencada) és la partició del disc que conté la carpeta del sistema operatiu, coneguda com a arrel del sistema o %systemroot% a Windows NT.

Abans de Windows 7, les particions del sistema i d'arrencada eren, per defecte, les mateixes i se'ls donava la lletra de la unitat "C:". :971Des de Windows 7, però, el programa de configuració de Windows crea, de manera predeterminada, una partició del sistema separada a la qual no se li dona un identificador i, per tant, s'amaga. La partició d'arrencada encara té "C:" com a identificador. Aquesta configuració és adequada per executar BitLocker, que requereix una partició del sistema sense xifrar per arrencar. A partir de Windows 11, aquesta nomenclatura encara la fa servir la utilitat "Gestió de discs".